# نويدة

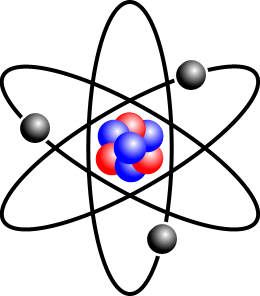

النوَيْدَة (أو النوكليد) هي نوع ذرة ما، تميَزها بنية النواة الخاصة بها؛ أي عدد البروتونات P وعدد النيوترونات N أو حالة الطاقة النووية الخاصة بها.
فمثلا تتكون نواة ذرة الهليوم من 2 بروتون و2 نيوترون؛ تلك النواة تسمى في نفس الوقت «نويدة».
ونواة ذرة الكربون تتكون من 6 بروتونات و6 نيوترونات؛ تلك النواة تسمى أيضا «نويدة» أو بالتحديد الكربون-12. كما يوجد الكربون-14 وتتكون نواته من 6 بروتونات و8 نيوترونات؛ وهي أيضا نويدة أو نقول عن ذرتها نظير الكربون.

## النويدات والنظائر
النويدات ذات عدد مماثل من البرتونات (عدد ذري) تنتمي لعنصر كيميائي واحد (فهي ذرات العنصر). فإذا اقترنت في النواة الذرية بأعداد مختلفة من النيوترونات، فإنها تشكل نظائر العنصر. النويدات عبارة عن مصطلح عام يشمل النظائر أيضا.
بأسلوب مماثل، فإن نويدات لها عدد كتلة A مساوي ولكن أعداد ذرية مختلفة فإنها تدعى متساوية الكتل، كذلك فإن نويدات لها عدد مساوي من النيوترونات ولكن عدد مختلف من البروتونات فإنها تدعى متساوية النيوترونات.